# Liste der Bodendenkmäler in Wolferstadt
Auf dieser Seite sind die Bodendenkmäler in der schwäbischen Gemeinde Wolferstadt zusammengestellt. Diese Tabelle ist eine Teilliste der Liste der Bodendenkmäler in Bayern. Grundlage ist die Bayerische Denkmalliste, die auf Basis des Bayerischen Denkmalschutzgesetzes vom 1. Oktober 1973 erstmals erstellt wurde und seither durch das Bayerische Landesamt für Denkmalpflege geführt wird. Die folgenden Angaben ersetzen nicht die rechtsverbindliche Auskunft der Denkmalschutzbehörde.

## Bodendenkmäler der Gemeinde Wolferstadt

### Bodendenkmäler in der Gemarkung Döckingen
| Lage                 | Objekt                                     | Akten-Nr.     | Bild |
| -------------------- | ------------------------------------------ | ------------- | ---- |
| Döckingen (Standort) | Grabhügel vorgeschichtlicher Zeitstellung. | D-5-7030-0156 |      |

### Bodendenkmäler in der Gemarkung Hagau
| Lage             | Objekt                                                                                              | Akten-Nr.     | Bild |
| ---------------- | --------------------------------------------------------------------------------------------------- | ------------- | ---- |
| Hagau (Standort) | Wüstgefallene Siedlung des Mittelalters und der frühen Neuzeit (Röthelhof).                         | D-5-7030-0076 |      |
| Hagau (Standort) | Mittelalterliche und frühneuzeitliche Befunde im Bereich der katholischen Kirche St. Veit in Hagau. | D-7-7030-0153 |      |

### Bodendenkmäler in der Gemarkung Wolferstadt
| Lage                   | Objekt | Akten-Nr.     | Bild |
| ---------------------- | --- | ------------- | ---- |
| Wolferstadt (Standort) | Grabhügel vorgeschichtlicher Zeitstellung.                                                                                                 | D-7-7030-0028 |      |
| Wolferstadt (Standort) | Mittelalterliche und frühneuzeitliche Befunde im Bereich der katholischen Pfarrkirche St. Martin in Wolferstadt und ihrer Vorgängerbauten. | D-7-7030-0155 |      |
| Wolferstadt (Standort) | Mittelalterliche und frühneuzeitliche Befunde im Bereich der St.-Laurentius-Kapelle in Wolferstadt.                                        | D-7-7030-0156 |      |
| Wolferstadt (Standort) | Villa rustica der römischen Kaiserzeit. | D-7-7130-0005 |      |

### Bodendenkmäler in der Gemarkung Zwerchstraß
| Lage                   | Objekt                                                                                   | Akten-Nr.     | Bild |
| ---------------------- | ---------------------------------------------------------------------------------------- | ------------- | ---- |
| Zwerchstraß (Standort) | Grabhügel vorgeschichtlicher Zeitstellung.                                               | D-7-7030-0032 |      |
| Zwerchstraß (Standort) | Grabhügel vorgeschichtlicher Zeitstellung.                                               | D-7-7030-0033 |      |
| Zwerchstraß (Standort) | Wüstgefallenes Kloster des Mittelalters.                                                 | D-7-7030-0034 |      |
| Zwerchstraß (Standort) | Siedlung der römischen Kaiserzeit.                                                       | D-7-7030-0035 |      |
| Zwerchstraß (Standort) | Befunde der frühen Neuzeit im Bereich der Kapelle Beatae Mariae Virginis in Zwerchstraß. | D-7-7030-0159 |      |
| Zwerchstraß (Standort) | Mittelalterliche und frühneuzeitliche Befunde im Bereich der Kirchenruine St. Ulrich.    | D-7-7030-0163 |      |